# Beenzino
Dans ce nom coréen, le nom de famille, Lim, précède le nom personnel.
Lim Sungbin (coréen: 임성빈), mieux connu sous le nom de scène Beenzino (coréen: 빈지노, né le 12 septembre 1987) est un rappeur sud-coréen. Il est actuellement sous Illionaire Records. Beenzino fait sa première apparition publique officielle au "Hustle Real Hard Concert" de Dok2 le 5 juin 2011. Son nom de scène provient d'une parodie du nom du rappeur américain Benzino.

## Jeunesse et éducation
Beenzino a passé la plupart de son enfance  en Corée du Sud. Il va au collège à Yangpyeong dans la province de Gyeonggi. 
Beenzino s'est d'abord fait connaître en publiant des enregistrements sur le site "DC Tribe" après être devenu plus impliqué dans la composition hip-hop. Il est aussi la première personne à avoir été recrutée par Simon D à travers ce site web. Il gagne une reconnaissance supplémentaire en étant en collaboration sur des albums de différents artistes : Dok2, Epik High, Supreme Team et Verbal Jint. 

## Enfance et début de carrière
Beenzino a passé la majeure partie de son enfance à Christchurch, en Nouvelle-Zélande, et a déménagé en Corée avant le collège, qu'il a fréquenté à Yangpyeong, dans la province de Gyeonggi. Il s'inscrit à l'Université nationale de Séoul pour étudier la sculpture, et obtient son diplôme en 2014.
Il s'est d'abord fait connaître en publiant des enregistrements sur le site Web DC Tribe, grâce auquel il a été recruté par le rappeur établi Simon Dominic. Il a ensuite participé à des albums d'artistes connus tels que Dok2, Epik High, Supreme Team et Verbal Jint, et a publié des albums au sein des duos de rap Jazzyfact (avec le producteur Shimmy Twice) et Hotclip (avec Beatbox DG).

## Débuts en tant qu'artiste solo
Beenzino a fait ses débuts en tant que MC solo sur l'album collaboratif du producteur hip-hop Primary, P'Skool's Daily Apartment, sorti le 28 juillet 2009. En 2011, il était un artiste solo respecté, bien qu'il soit encore un débutant selon les normes de l'industrie. En octobre, il a figuré sur l'album Primary and the Messengers de 2011 de Primary.
En 2012, Beenzino a publié son premier album solo, 24:26, et s'est produit avec Illionaire Records lors de leur tournée nationale en Corée cet été-là. En novembre, il a collaboré avec ses partenaires de label The Quiett et Dok2 dans le single numérique gratuit "Illionaire Gang", qui a été publié pour coïncider avec leur concert Illionaire Day du 11 novembre.
En 2013, la préversion de son single " Dali, Van, Picasso ", issu de son album Up All Night de 2014, a été téléchargée près de 600 000 fois sans vidéo musicale, et l'a propulsé vers un succès grand public. Il s'est ensuite produit à MU:Con 2013 et a figuré sur les albums de K.Will (The Third Album Part 2 : Love Blossom) et Lee Hyori (Monochrome).
En avril 2014, il a participé à la chanson de Junggigo "Want U",qui a été un succès numéro un en Corée et s'est vendu à plus d'un million d'exemplaires. Il s'est également produit au Festival de musique asiatique 2014 le 25 mai à New York et au Festival One Hip Hop à l'Université Hongik, et en tant qu'invité vedette lors de la tournée internationale de concerts de Verbal Jint.
En 2016, il sort son troisième album, 12, comprenant les précédents " Dali, Van, Picasso ", " We Are Going To ", et " Break ".
En 2020, Beenzino quitte Illionaire Records et rejoint son collègue rappeur et ami E Sens après avoir signé avec Beasts and Natives Alike en 2021.

## Discographie

### Chansons classées
| Année | Titre                                                                      | Meilleures positions | Meilleures positions | Ventes                 | Album                                    |
| Année | Titre                                                                      | COR                  | Hot 100 K-Pop        | Ventes                 | Album                                    |
| ----- | -------------------------------------------------------------------------- | -------------------- | -------------------- | ---------------------- | ---------------------------------------- |
| 2013  | "Love Radar" (avec Lee Hyori)                                              | 27                   | 19                   | COR: Plus de 167 615   | Monochrome                               |
| 2013  | "Will Be Gone" (avec Jun Ha & Kim C)                                       | 6                    | —                    | COR: Plus de 414 383   | Infinity Challenge Freeway Song Festival |
| 2013  | "Dali, Van, Picasso"                                                       | 1                    | 7                    | COR: Plus de 592 451   | Dali, Van, Picasso                       |
| 2014  | "Want U" (avec Junggigo)                                                   | 1                    | —                    | COR: Plus de 1 025 234 | Up All Night                             |
| 2014  | "Crazy" (featuring Don Mills)                                              | 29                   | —                    | COR: Plus de 100 067   | Up All Night                             |
| 2014  | "Up All Night" (feat. Mayson The Soul)                                     | 31                   | —                    | COR: Plus de 88 143    | Up All Night                             |
| 2014  | "Jackson Pollock D*ck"                                                     | 42                   | —                    | COR: Plus de 52 210    | Up All Night                             |
| 2014  | "I Don't Have To Work"                                                     | 68                   | —                    | COR: Plus de 40 188    | Up All Night                             |
| 2014  | "Ice Ice Baby" (avec Park Jae Jung)                                        | 56                   | —                    | COR: Plus de 39 112    | STEP 1                                   |
| 2014  | "Born Hater" Epik High (featuring Beenzino, Verbal Jint, B.I, Mino, Bobby) | 3                    | —                    | COR: Plus de 441 063   | Shoebox                                  |

### Albums
| Détails de l'album                                               | Liste des titres |
| ---------------------------------------------------------------- | --- |
| 24:26 - Album - 3 juillet 2012 - Label : Illionaire Records      | 1. Nike Shoes (featuring Dynamic Duo) 2. 진절머리 (feat. Okasian & Dok2) 3. Boogie On & On 4. Aqua Man 5. Summer Madness (feat. The Quiett) 6. I’ll Be Back 7. Profile (feat. Dok2 & The Quiett) 8. If I Die Tomorrow 9. Always Awake (Bonus Track) |
| Up All Night - EP - 16 juillet 2014 - Label : Illionaire Records | 1. Jackson Pollock D*ck 2. How Do I Look? 3. (Mitch as Fuck) (feat. Don Mills) 4. Up All Night (feat. Mayson the Soul) 5. I Don't Have to Work |

## Récompenses
| Année | Travail nommé        | Titre                   | Catégorie             | Résultat |
| ----- | -------------------- | ----------------------- | --------------------- | -------- |
| 2010  | Beenzino             | 2010 HiphopPlaya Awards | Featuring of the Year | Lauréat  |
| 2011  | Beenzino             | 2011 HiphopPlaya Awards | Featuring of the Year | Lauréat  |
| 2012  | "Profile"            | 2012 HiphopPlaya Awards | Best Lyrics/Verses    | Lauréat  |
| 2013  | "Dali, Van, Picasso" | 2013 HiphopPlaya Awards | Single of the Year    | Lauréat  |